# Utopia Planitia
Utopia Planitia ( do grego e latim: "planície do lugar de perfeição impossível" ) é a maior bacia de impacto reconhecida em Marte com um diâmetro aproximado em 3300 km, sendo também a região marciana onde a sonda Viking 2 aterrissou e explorou em 3 de setembro de 1976. Está localizada na região antípoda de Argyre Planitia, centrada nas coordenadas 49.7 N, 118.0 L, fazendo parte dos quadrângulos de Casius e Cebrenia.
Muitas rochas em Utopia Planitia parecem estar empoleiradas sobre a superfície, como se o vento tivesse removido grande poarte do solo em suas bases. Uma rígida crosta superficial A é formada por uma solução de minerais se movendo para cima através do solo e evaporando na superfície. 

## Referencias na cultura popular
Na série de ficção científica Star Trek, Utopia Planitia é citada como o maior estaleiro de criação e reparação de naves da frota estelar da Federação dos Planetas Unidos. A Enterprise-D, da série Star Trek: The Next Generation e a USS Voyager, que aparece na série Star Trek: Voyager foram construídas em Utopia Planitia.
A canção da banda Flaming Lips "Approaching Pavonis Mons by Balloon (Utopia Planitia)," foi lançada no álbum de 2002 "Yoshimi Battles the Pink Robots."